# 佐田岬半島宇和海県立自然公園
佐田岬半島宇和海県立自然公園（さだみさきはんとううわかいけんりつしぜんこうえん）は愛媛県指定の自然公園。八幡浜市、伊方町、西予市にある複数のエリアからなり、愛媛県の県立自然公園では唯一、海域を含む自然公園である。1965年（昭和40年）10月15日に指定された。面積は10,724ha（陸上517ha、海域10,207ha）。

## 概要
日本随一の細長い半島である佐田岬半島の南北に広がる、宇和海北部一帯の島しょ、沿岸部の一部を含む愛媛県西南部の地域に設定されている。
この公園の自然公園としての価値は、佐田岬半島の海蝕景観と展望良好地点、並びに宇和海北部の典型的なリアス式地形を示す海岸と多島、海崖などの海洋景観である。